# 올림픽 스리랑카 선수단
스리랑카는 1948년 런던 올림픽에 처음 참가한 이래 1976년 몬트리올 올림픽을 제외하고 하계 올림픽의 매 대회에 출전하고 있다. 동계 올림픽 대회에는 참가하고 있지 않다.
1937년 스리랑카 국가 올림픽 위원회가 수립되었으며 같은해 국제올림픽위원회가 이를 승인하였다. 그러나 당시 차기 대회였던 1940년 하계 올림픽이 전쟁으로 취소되면서 전후 1948년 런던 올림픽부터 참가하게 되었다. 당시 국명은 실론(Ceylon, IOC 코드: CEY)이었으며 1972년 뮌헨 올림픽까지 사용하였다.
현재까지 스리랑카는 은메달 2개를 획득하였으며 모두 육상 종목에서 나왔다. 2018년 하계 청소년 올림픽에서는 파라미 와산티 마리스텔라 선수가 청소년 올림픽 최초로 동메달을 획득하였다.

## 메달 기록

### 하계 올림픽
| 대회                  | 선수      | 금메달 | 은메달 | 동메 | 총합 | 순위 |
| 1948년 런던           | 7         | 0      | 1      | 0    | 1    | 28   |
| 1952년 헬싱키         | 5         | 0      | 0      | 0    | 0    | –    |
| 1956년 멜버른         | 3         | 0      | 0      | 0    | 0    | –    |
| 1960년 로마           | 5         | 0      | 0      | 0    | 0    | –    |
| 1964년 도쿄           | 6         | 0      | 0      | 0    | 0    | –    |
| 1968년 멕시코시티     | 3         | 0      | 0      | 0    | 0    | –    |
| 1972년 뮌헨           | 4         | 0      | 0      | 0    | 0    | –    |
| 1976년 몬트리올       | 불참      | 불참   | 불참   | 불참 | 불참 | 불참 |
| 1980년 모스크바       | 4         | 0      | 0      | 0    | 0    | –    |
| 1984년 로스앤젤레스   | 4         | 0      | 0      | 0    | 0    | –    |
| 1988년 서울           | 6         | 0      | 0      | 0    | 0    | –    |
| 1992년 바르셀로나     | 11        | 0      | 0      | 0    | 0    | –    |
| 1996년 애틀랜타       | 9         | 0      | 0      | 0    | 0    | –    |
| 2000년 시드니         | 18        | 0      | 1      | 0    | 1    | 64   |
| 2004년 아테네         | 8         | 0      | 0      | 0    | 0    | –    |
| 2008년 베이징         | 8         | 0      | 0      | 0    | 0    | –    |
| 2012년 런던           | 7         | 0      | 0      | 0    | 0    | –    |
| 2016년 리우데자네이루 | 9         | 0      | 0      | 0    | 0    | –    |
| 2020년 도쿄           | 9         | 0      | 0      | 0    | 0    | –    |
| 2024년 파리           | 개최 예정 |        |        |      |      |      |
| 2028년 로스앤젤레스   | 개최 예정 |        |        |      |      |      |
| 2032년 브리즈번       | 개최 예정 |        |        |      |      |      |
| 총합                  | 총합      | 0      | 2      | 0    | 0    | 123  |

### 종목별 메달 집계
| 종목       | 금 | 은 | 동 | 합계 |
| ---------- | -- | -- | -- | ---- |
| 육상       | 0  | 2  | 0  | 2    |
| 합계 (1개) | 0  | 2  | 0  | 2    |

## 역대 메달리스트
| 메달   | 이름              | 대회          | 종목 | 세부종목       |
| ------ | ----------------- | ------------- | ---- | -------------- |
| 은메달 | 덩컨 화이트       | 1948년 런던   | 육상 | 남자 400m 허들 |
| 은메달 | 수산티카 자야싱게 | 2000년 시드니 | 육상 | 여자 200m      |

## 같이 보기
- 스리랑카의 올림픽 기수 목록
- 패럴림픽 스리랑카 선수단
- 아시안 게임 스리랑카 선수단